# 喬·萊恩
喬瑟夫·菲利普·萊恩（英語：Joseph Philip Ryan，1996年6月5日—），為美國職棒大聯盟的投手，目前效力於明尼蘇達雙城。

## 職業生涯

### 坦帕灣光芒
2018年大聯盟選秀，光芒在第七輪第210順位選進萊恩。該年他在小聯盟拿下2勝1敗，防禦率3.72。
2019年，他在小聯盟合計拿下9勝4敗，防禦率1.96。2021年，他從3A開季，並投出4勝3敗，防禦率3.63。

### 明尼蘇達雙城
2021年7月22日，光芒將萊恩和Drew Strotman交易到雙城，換來尼爾森·克魯斯和Calvin Faucher，當時萊恩甚至還在打東京奧運。9月1日，萊恩登上大聯盟。他主投5局失3分。
2022年，萊恩成為球隊開幕戰先發。儘管他因傷缺席一個月，他仍舊是隊上的勝投王和三振王。該年他拿下13勝。2023年，萊恩投出生涯新高的單季197次三振，但挨了32轟也是生涯最慘。
2024年，萊恩拿下7勝7敗，防禦率3.60的成績後，在8月9日因為右肩不適進入傷兵名單。最後他剩餘球季報銷。

## 國際賽
2021年5月，萊恩入選美國隊的東京奧運參賽名單。他在奧運先發兩場比賽，防禦率1.74。最後美國拿下銀牌。

## 外部連結
- 球員資訊和成績在MLB ，ESPN ，Retrosheet ，Baseball Reference ，Baseball Reference (Minors) ，Fangraphs （英文）